# 和平条约

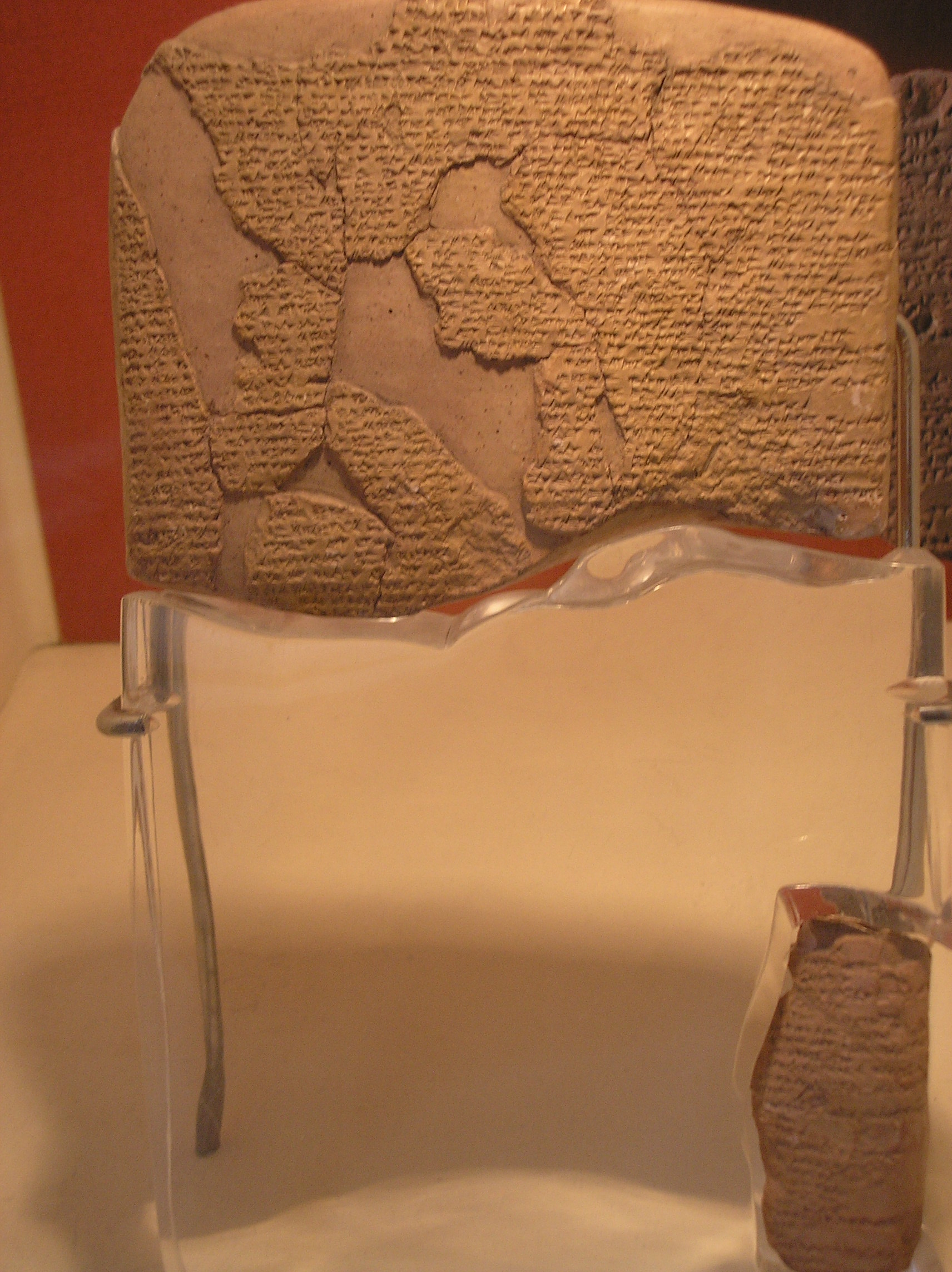

和平條约，簡稱和約，是敌对双方或多方所簽署的一種條約，主要用以正式结束战争和武装冲突，簽訂方通常是国家、政府或政治實體。當條約簽署完成之後，簽訂方的敵對狀態將會結束。此與停戰協定以及無條件投降不同的是，敵對狀態的結束是永久性的，另外軍隊及武裝並沒有被強制解除。